# Brachistochron

Lösningen på brachistochronproblemet är inte en rät linje eller kombination av sådana utan en cykloid.

Brachistochron är namnet på den kurva inom matematik och fysik (från grekiskans βράχιστος, brachistos, "kortast" och χρόνος, chronos, "tid") längs vilken en partikel glider på så kort tid som möjligt i ett vertikalplan med ett vertikalt gravitationsfält från en startpunkt som är högre belägen än slutpunkten.